# 小河区
小河区原是中华人民共和国贵州省贵阳市下属的一个市辖区，与国家级经济技术开发区贵阳经济技术开发区为同一行政区。2012年11月与花溪区合并成立新的花溪区。
面积38平方公里，2002年人口11万。邮政编码553009，区政府驻黄河路。
2000年1月设立。2009年下辖5个街道，分别为黄河街道、平桥街道、长江街道、三江街道、金竹街道，共17个行政村和25个社区居委会。